# Escritura leet

Una forma de escribir «Wikipedia» en escritura leet.

Leet speak o leet (1337 5p34k o 1337 en la escritura leet) es un tipo de escritura compuesta de caracteres alfanuméricos, usada por algunas comunidades y usuarios de diferentes medios de internet. Esta escritura se caracteriza por escribir caracteres alfanuméricos de una forma incomprensible para otros usuarios ajenos, inexpertos o neófitos a los diferentes grupos que utilizan esta escritura. 
El término «leet», pronunciado lit, proviene de élite.

## Origen
El leet speak encuentra su origen en la comunicación escrita de los medios de comunicación electrónicos. Nace al final de los años 1980 en el ambiente de los BBS (Sistema de Tablón de Anuncios), de una mezcla de jerga de la telefonía e informática; la cual ha evolucionado como una forma de comunicación más exclusiva o privada dentro de algunas comunidades en línea, los BBS y los juegos en línea, con el fin de ser una escritura que no sea fácilmente comprendida por usuarios ajenos, inexpertos o neófitos (a los que en este contexto se les puede llamar lamers o noobs). Los usuarios que manejan esta escritura se consideran pertenecientes a un tipo de elite.

## Usos
- La primera utilidad era para las personas más capacitadas o expertas (la élite): evitar que inexpertos alcanzaran los archivos importantes.
- Para evitar la censura en los salones de chat durante los inicios de Internet.
- Como alternativa a un apodo ya ocupado, bien sea en un chat o en un foro, se sustituye alguna letra por algún conjunto de signos que la formen, para que así el apodo pueda pronunciarse igual aunque se hayan empleado caracteres distintos.
- Para simplemente adornar un texto. Un claro ejemplo es el mensaje que se escribe para mostrar en programas de mensajería instantánea.
- Para evitar el borrado de archivos que contienen material ilegal subidos a servidores, como películas, música.

### Algospeak
Algospeak comparte similitudes conceptuales con leet, aunque su propósito principal es eludir la censura algorítmica en línea, "algospeak" derivado del inglés; algo de algorithm (algoritmo) y speak (habla). Estos eufemismos buscan evadir las técnicas de moderación en línea automatizadas, especialmente aquellas consideradas injustas o que obstaculizan la libertad de expresión. Además, se utiliza a menudo como una alternativa más contemporánea al leet. Esta aproximación ha ganado más popularidad en 2023 y 2024 debido al aumento de conflictos entre Israel y Gaza, con la naturaleza polémica del tema en Internet, especialmente en las plataformas Meta y TikTok.

## Características
La escritura 1337 se puede escribir de varias formas. La escritura llamada «simple leet» (<ˈsɪmpəl lit>) es la usada con mayor frecuencia y no resulta excesivamente complicada de leer, por ejemplo, "Hola, cómo estás?" podría escribirse como "H0L4, C0M0 35745?". Por otro lado, el "Ultimate leet" (<ˈʌltɪmɪt lit>) es la más compleja, mucho menos común pero también famosa, por ejemplo "Hola, cómo estás?" se podría escribir como "|-|0|_4 (0|\/|0 35745". Cualquiera de estas variantes emplean caracteres gráficamente parecidos a las letras a las que sustituyen, como 5 en lugar de S, 7 en lugar de T y, para los más radicales, |_| en lugar de U, |2 por R, |3 por B o |< por K. Además, la ortografía y el buen uso de las mayúsculas son relegados a un segundo plano: lo que es de rigor es la creatividad.

## Ejemplos

El texto dice: "NOW IS THE TIME" (Ahora es el momento).

- ¿35745 |\/|!|24|\||)010? (¿Estás mirándolo?)
- m!r4 (0m0 35(r!80 1337, ¿7u 10 pu3d35 h4(3r 45í d3 8!3n? (Mira cómo escribo leet, ¿tú lo puedes hacer así de bien?)
- 3570 35 VV!|<!p3d!4, 14 3n(!(10p3d!4 1!8r3 (Esto es Wikipedia, la enciclopedia libre)
- 3570 35 1337 5p34l<, ¿54835 l-l4<E|2L0? (Esto es Leet Speak, ¿sabes hacerlo?)
- P|_|3|)35 U54|2 4L6|_|N45 |_37|245 5! 73 |235UL74 |)3M45!4D0 |)!F!<!|_ (Puedes usar algunas letras si te resulta demasiado difícil)